# 恋坂通夫
恋坂 通夫（こいさか みちお、1933年 - 2019年）は、日本の教育者。元高等学校教諭。福井県日本高等学校教職員組合委員長。 詩人。本名：辻 健隆。旧姓：緩詰。

## 来歴
福井県遠敷郡口名田村（現・小浜市）で緩詰家の7人兄弟の末っ子として生まれる。生後間もなく、叔父叔母（血縁関係）にあたる辻家に養子に出され、一人っ子として育つ。
大阪市立大学卒業後、1956年、福井県立高等学校教諭に採用され、福井県立若狭高等学校教諭、福井県立羽水高等学校教諭を歴任し、1994年の定年退職まで、福井県日本高等学校教職員組合運動に携わり、委員長を務めた。
定年退職後は、福井市で喫茶店“パウリスタ”を自営。晩年は、永平寺町で暮らした。
福井詩人会議・水脈会員。福井県詩人懇話会会員。詩人会議会友に所属。

## 著書
- 梟の詩
- 花は咲くことのみ思い